# 1959 في اليابان
فيما يلي قوائم الأحداث التي وقعت خلال عام 1959 في اليابان.

## ظهور
- 17 مارس – شونن الأسبوعية
- 17 مارس – شونن سندي الأسبوعية

## برامج ومسلسلات وأنمي
- رعد العملاق

## كتب
من الكتب التي صدرت هذه السنة في اليابان:
- 1 ديسمبر – الإوزة البرية من تأليف أوغاي موري.

## مواليد

### يناير
- 1 يناير – كين أوكوياما مصمم ياباني.
- 17 يناير – موموي ياماغوتشي

### فبراير
- 13 فبراير – يوريكو ياماموتو
- 19 فبراير – ميتسواكي هوشينو

### مارس
- 5 مارس – تسوكاسا هوجو
- 6 مارس – كازوهيرو كوسو لاعب كرة قدم ياباني.
- 9 مارس – تاكاكي كاجيتا فيزيائي ياباني.
- 17 مارس – هيروشي كوباياشي لاعب كرة قدم ياباني.
- 19 مارس – هيتوشي أوكينأ لاعب كرة قدم ياباني.
- 21 مارس – نوبوؤو أويماتسو ملحن ياباني.
- 23 مارس – كازوي إيكورا

### أبريل
- 2 أبريل – ماساتاكا إيماي لاعب كرة قدم ياباني.

### مايو
- 6 مايو – هيرويوكي ساكاشيتا لاعب كرة قدم ياباني.
- 19 مايو – ميتشيرو شيمادا كاتبة سيناريو يابانية.
- 26 مايو – هاجيمي إيشي لاعب كرة قدم ياباني.
- 27 مايو – هيساشي هيراي
- 28 مايو – يويتشي وادا رجل أعمال ياباني.

### يونيو
- 1 يونيو – داي ماتسوموتو
- 7 يونيو – تاكيشي كوباياشي
- 17 يونيو – كازوكي ياو
- 29 يونيو – أتسوشي يوشياما لاعب كرة قدم ياباني.

### يوليو
- 1 يوليو – ناأوجي إيتو لاعب كرة قدم ياباني.
- 5 يوليو – أكاري هيبينو مؤدّية صوت يابانية.
- 26 يوليو – هيروشي سويجيما لاعب كرة قدم ياباني.
- 28 يوليو – كوجي ساتو سياسي ياباني.

### أغسطس
- 1 أغسطس – ساتوشي ياماغوتشي لاعب كرة قدم ياباني من مواليد 1959.
- 3 أغسطس – كويتشي تاناكا كيميائي ياباني.
- 17 أغسطس – شيكا ساكاموتو

### سبتمبر
- 7 سبتمبر – توشيهيكو أوكيموني لاعب كرة قدم ياباني.
- 8 سبتمبر – سايكو شيمازو مؤدّية صوت يابانية.
- 12 سبتمبر – هيساشي كانيكو لاعب كرة قدم ياباني.
- 18 سبتمبر – أكيرا موري خبير أرصاد جوية ياباني.
- 28 سبتمبر – هيرويوكي كاكودو

### أكتوبر
- 7 أكتوبر – ساداهيرو تاكاهاشي لاعب كرة قدم ياباني.
- 15 أكتوبر – ماساكو كاتسكي مؤدّية صوت يابانية.
- 21 أكتوبر – كين واتانابي ممثل ياباني.
- 28 أكتوبر – توشيو ماسدا ملحن ياباني.
- 29 أكتوبر – كونيهارو ناكاموتو لاعب كرة قدم ياباني.

### نوفمبر
- 1 نوفمبر – إيريكو هارا
- 6 نوفمبر – نوبوؤو توبيتا
- 12 نوفمبر – توشيهيكو ساهاشي ملحن ياباني.
- 24 نوفمبر – أكيو أوتسكا
- 26 نوفمبر – ساتوشي مياوتشي لاعب كرة قدم ياباني.

### ديسمبر
- 6 ديسمبر – ساتورو إواتا
- 12 ديسمبر – ماكوتو منابي إحاثي ياباني.
- 19 ديسمبر – ياسوهيتو سوزوكي لاعب كرة قدم ياباني.
- 20 ديسمبر – تورو هاياشي
- 28 ديسمبر – تاداشي توموري ملاكم ياباني.

## وفيات

### مارس
- 7 مارس – إيتشيرو هاتوياما (مواليد 1883) سياسي ياباني.

### يونيو
- 20 يونيو – هيتوشي أشيدا (مواليد 1887) سياسي ياباني.

### أكتوبر
- 9 أكتوبر – شيرو إيشي (مواليد 1892)